# Krzysztof Woliński (muzyk)
Krzysztof Woliński (ur. 9 grudnia 1954 r. w Lublinie) – polski gitarzysta jazzowy i kompozytor.
Absolwent warszawskiej Średniej Szkoły Muzycznej w klasie gitary klasycznej. Debiutował jako gitarzysta rockowy w zespołach amatorskich. W roku 1972 nawiązał współpracę z warszawskim klubem Stodoła, zakładając własne Trio Jazzowe z gitarzystą Andrzejem Kleszczewskim oraz Januszem Osipowiczem, grającym na gitarze i flecie. Z grupy tej w 1974 r. wyłonił się duet gitar klasycznych Completorium. Woliński był jego liderem i w duecie tym (rozrastającym się czasem do tria) występował na licznych festiwalach i koncertach (Wrocław, Warszawa, Katowice, Dania, Belgia). Duet został rozwiązany w 1984 r., przedtem jednak przewinęło się przez niego wielu muzyków: Zbigniew Kaute, Andrzej Łukasik, Stanisław Piotrowski, Piotr Witwicki. Współpracował też z takimi muzykami, jak: Kazimierz Jonkisz, Adam Lewandowski, Henryk Miśkiewicz, Marek Stach.
Jako gitarzysta i kompozytor współpracował z licznymi grupami muzycznymi (Big Warsaw Band, big-band Wiesława Pieregorólki) oraz muzykami wykonującymi jazz (Janusz Stokłosa).
W roku 1986 stworzył nowy zespół - Just Quartet wraz z Piotrem Biskupskim (perkusja), Mariuszem Bogdanowiczem (kontrabas), Janusz Strobel (gitara). Z grupą tą wiele nagrywał i koncertował w Polsce i za granicą (Austria, Finlandia, Hiszpania, NRD, Szwecja, Węgry, Zjednoczone Emiraty Arabskie, ZSRR).
W latach 80. XX wieku współpracował też jako gitarzysta z Henrykiem Alberem, Ewą Dałkowską, grupą Lonstar Band, Beatą Molak, Jackiem Różańskim. W kolejnej dekadzie (lata 90. XX wieku) natomiast m.in. z Włodzimierzem Nahornym, Maciejem Strzelczykiem oraz zespołem World Strings Trio.
W 2001 roku założył kolejny zespół - trio jazzowe (Krzysztof Woliński Trio) z perkusistą Adamem Lewandowskim i gitarzystą basowym Mirosławem Wiśniewskim.
Współpracował też ze Stanisławem Cieślakiem.

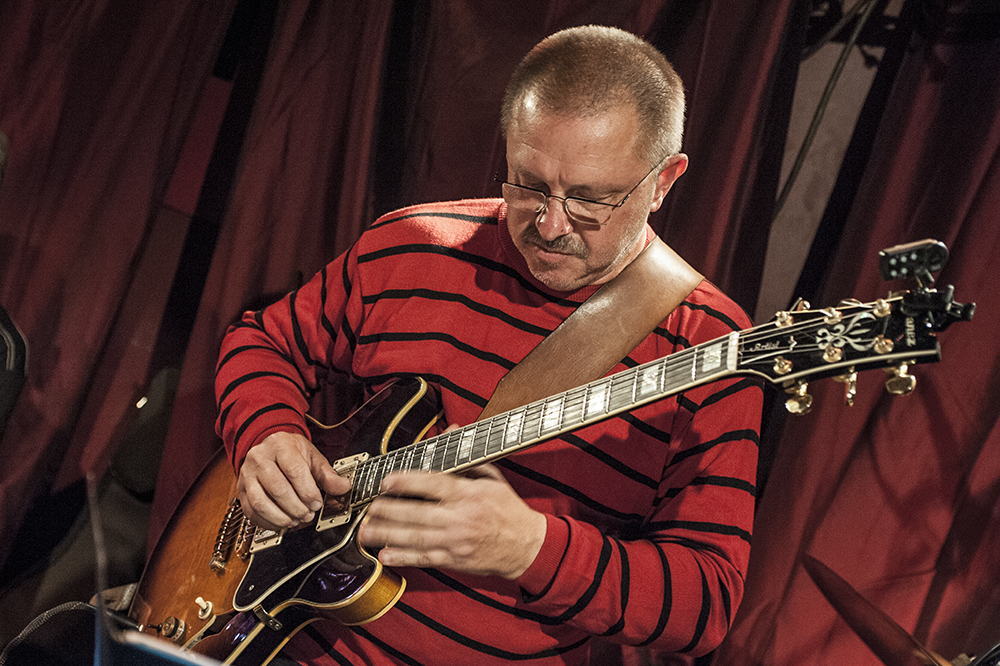
Na scenie warszawskiego klubu Tygmont w sierpniu 2011 r.

## Nagrody i wyróżnienia
Indywidualne
- 1975 - nagroda specjalna w Konkursie Improwizacji Jazzowej w Katowicach
- 1978 - nagroda solistyczna w Konkursie Jazzu Tradycyjnego Złota Tarka w Warszawie

Z zespołem Completorium
- 1975 - wyróżnienie na Studenckim Festiwalu Jazzowym Jazz nad Odrą we Wrocławiu
- 1975 - wyróżnienie w Konkursie Jazzu Tradycyjnego Złota Tarka w Warszawie
- 1975 - stypendium im. Krzysztofa Komedy
- 1978 - nagroda główna w Konkursie Jazzu Tradycyjnego Złota Tarka w Warszawie
- 1978 - nagroda główna w Danii
- 1978 - nagroda specjalna Wilda Billa Davisona, amerykańskiego trębacza (Chicago)
- 1984 - nagroda w konkursie jazzowym w Belgii

## Wybrane kompozycje
- balet Anioły (Polski Teatr Tańca)
- muzyka teatralna - Be Careful (spektakl zaprezentowany na festiwalu teatralnym w Edynburgu)
- utwory instrumentalne:
  - Ballada dla Piwonijki
  - Hiszpański blues
  - Krótka samba
  - Otwieracz
  - Przed sezonem
  - Purpurowa bossa
  - Różowa ballada
  - Swinging blues
  - W drogę

## Dyskografia (wybór)

### Z Completorium
- 1984 - Completorium: Purpurowa bossa (LP, Muza SX-2189)
- 1984 - Jazz Hoeilaart (LP, Rainbow, Belgia; składanka) - płyta z nagraniami uczestników belgijskiego konkursu jazzowego
- 1988 - Miłość od poczęcia - Muzyka dla kobiet w ciąży (LP, Muza SX-2636; składanka)

### Z Just Quartet
- 1987 - Just Quartet (LP, Poljazz PSJ-195)

### World Strings Trio
- 1998 - Strzelczyk, Woliński, Rodowicz: Grappelling (CD)
- 2001 - World Strings Trio: Live In Kiev (CD)

### Pozostała
- 1988 - Ewa Dałkowska: Live (LP, Muza SX-2819)
- 1989 - Lonstar Band: Różne kolory (LP, Muza SX-2614)
- 1989 - Jacek Różanski: Życie to nie teatr - piosenki Stachury (LP, Muza SX-2633)
- 1989 - Henryk Alber: Alber (LP, Muza SX-2677)
- 1989 - Beata Molak: Wolni (LP, Muza SX-2566)
- The best of Polish Smooth Jazz vol. 1 (CD, składanka)
- 1995 - Nahorny, Woliński: Ich portret (CD, Polonia Records, POLONIACD044)